# Sphagnum ovalifolium
Sphagnum ovalifolium là một loài rêu trong họ Sphagnaceae. Loài này được Warnst. mô tả khoa học đầu tiên năm 1891.